# 雅利安社
雅利安社是印度一神论印度教改革运动，它弘扬对《吠陀》绝对权威的信仰、价值观和实践。该社团是由陀耶难陀·萨罗斯薄底于19世纪70年代创立。雅利安社是第一个改革印度教的组织。